# Saló Internacional del Còmic de Barcelona de 2015
El 33è Saló Internacional del Còmic de Barcelona es va celebrar entre el dijous 16 i el diumenge 19 d'abril de 2015 al palau 2 de la Fira de Barcelona de Montjuïc.
El certamen del 9è art va comptar amb una superfície d'aproximadament 36.000 m².
Per primera vegada, el Premi internacional d'Humor Gat Perich, creat el 1996 en memòria de l'humorista, fou entregat durant la celebració del Saló gràcies a la col·laboració entre Ficomic i l'Associació Perich Sense Concessions.

## Cartell
El cartell de la 33a edició del certàmen del còmic és obra de l'il·lustrador català Jordi Lafebre, que competia pel premi a la Millor obra amb el còmic La Mondaine, juntament amb el guionista belga Zidrou.
Tal com en l'edició anterior, el cartell va tornar a mostrar el monument a Colom del port de Barcelona. En aquesta ocasió es tracta del primer pla d'un Colom emmascarat, proveït amb una capa roja que oneja al vent, el braç dret que com sempre apunta a Amèrica, i amb la mà esquerra aguanta un llapis i una pàgina de còmic.

## Exposicions

### Exposicions temàtiques
- The Spirit: 75 anys a Central City. Exposició dedicada a commemorar el 75è aniversari del naixement de The Spirit, el famós heroi emmascarat creat el 1940 per Will Eisner.

La mostra comptà amb una quarantena d'il·lustracions originals. A més, també va incloure els originals d'altres il·lustrados que en algun moment havien dibuixat el personatge de Will Eisner, com Jordi Bernet o Daniel Torres.
- Còmics fantàstics. Fou l'exposició central de la 33a edició del Saló i va tenir com a eix temàtic els còmics de ciència-ficció i de fantasia heroica.

L'exposició va estar formada per aproximadament 300 originals d'il·lustradors de tot el món i va mostrar vinyetes sobre la conquesta de l'espai, viatges intertemporals i la presència d'aliens, dragons, éssers i herois de diversos mons mítics al món del còmic, com per exemple les sèries Aliens, Star Wars i Game of Thrones. Així mateix, una part de l'exposició va analitzar la base científica dels poders dels superherois de la vinyeta.
Entre les il·lustracions originals, destacaven la presència de sèries com Flash Gordon, Aliens, Predator, Star Wars, Star Trek, DreadStar, Judge Dredd, Slaine, Conan o Game of Thrones.
- El Capità Amèrica: el sentinella de la llibertat. Exposició monogràfica sobre el Capità Amèrica, el superheroi creat per Joe Simon i Jack Kirby, que fou publicat per primera vegada el desembre de 1940 i celebrava, per tant, el seu 75è aniversari.

- Joker: 75 anys del príncep pallasso del crim. Exposició monogràfica dedicada a Joker, l'acèrrim enemic de Batman. Va aparèixer el 1940 en el primer còmic de Batman, creat per Bob Kane, Bill Finger i Jerry Robinson.

- Jaume Perich: humor sense concessions. Exposició monogràfica dedicada a l'humorista català Jaume Perich. Va destacar el fet que el Premi internacional d'Humor Gat Perich, creat el 1996 en memòria de l'humorista, fou entregat durant la celebració del Saló gràcies a la col·laboració entre Ficomic i l'Associació Perich Sense Concessions. Aquesta col·laboració no es repetiria a l'any següent.

- Anacleto, agente secreto. Exposició dedicada al personatge d'Anacleto de Vázquez en motiu de la pel·lícula Anacleto: Agent secret, la qual s'estava a punt d'estrenar. L'exposició va incloure imatges inèdites de la pel·lícula i va comptar amb la presència del director Javier Ruiz Caldera i els actors Carlos Areces i Imanol Arias.[4]

- De professió: els seus tebeos. Autores de còmic femení en el franquisme. 1940-1970. Exposició dedicada a les autores que van dibuixar còmics durant el periode franquista d'Espanya comprès entre 1940-1970. Va mostrar pàgines de revistes de l'època como Mis chicas (1941), Florita (1949) o quaderns com Azucena (1950-1971), Rosas Blancas (1958-1965), Serenata (1959-1965) o Mary Noticias (1962-1971). Va incloure treballs de destacades autores com Pili Blasco, María Pascual, Rosa Galcerán, Carme Barberà, Trini Tinturé, Juanita Bañolas o Angelina Ballarà, entre d'altres.[4] L'exposició fou un homenatge a les creadores que sota la dictadura franquista van ser víctimes de la discriminació de gènere i sovint van publicar la seva obra de manera anònima.[5]

- Cifré & Cifré. Exposició en homenatge als dos autors Cifré, pare i fill. El fill havia mort durant l'anterior edició del Saló (2014). La mostra pretenia retre un homenatge als dos autors, pertanyents a dues generacions diferents, i que van deixar una forta empremta al còmic autòcton.[4]

### Exposicions dels premis del Saló de 2014
- Exposició dedicada a Miguel Gallardo. El dibuixant Miguel Gallardo fou el guanyador Gran Premi del Saló del 2014.
- Exposició dedicada a Los surcos del azar. El còmic Los surcos del azar, de Paco Roca, fou el còmic guanyador del Premi a la millor obra del 2014.
- Exposició dedicada a Clara Soriano. L'autora Clara Soriano fou proclamada autora revelació del 2014 pel seu còmic Colmado Sánchez.
- Exposició dedicada a Arròn Negre. El fanzine Arròs Negre guanyà el premi al millor fanzine del 2014.

## Invitats
Autors destacats estrangers: Braden Lamb, Bryan Talbot, David Finch, Frederik Peeters, Jérémie Moreau, Igort, Mary M. Talbot, Milo Manara, Ryan North, Scott McCloud, Shelli Paroline i Tim Sale.

## Palmarès[6]

### Gran Premi del Saló
- Enrique Sánchez Abulí

### Millor obra
La llista d'obres nominades a la millor obra va ascendir a 11 en comptes de les habituals 10 de les edicions anteriors. Aquest fet es deu al fet que 3 obres que van coincidir en nombre de vots per part del jurat format per professionals de la historieta (autors, editors, distribuidors, llibrers, fanzines, crítics periodistes especialitzats).
El premi d'enguany té una dotació econòmica de 10.000 euros.
| Títol                         | Autor                                 | Editorial          |
| ----------------------------- | ------------------------------------- | ------------------ |
| Las Meninas                   | Santiago García Javier Olivares       | Astiberri          |
| He visto ballenas             | Javier de Isusi                       | Astiberri          |
| Historias del barrio. Caminos | Gabi Beltrán Bartolomé Seguí          | Astiberri          |
| Inercia                       | Antonio Hitos                         | Salamandra Graphic |
| La Mondaine                   | Zidrou Jordi Lafebre                  | Norma              |
| Las guerras silenciosas       | Jaime Martín                          | Norma              |
| Las oscuras manos del olvido  | Felipe Hernández Cava Bartolomé Seguí | Norma              |
| Murderabilia                  | Álvaro Ortíz                          | Astiberri          |
| Nosotros llegamos primero     | Furillo                               | Autsaider Cómics   |
| Versus                        | Luís Bustos                           | Entrecómics Cómics |
| Yo, Asesino                   | Antonio Altarriba Keko                | Norma              |

### Millor obra estrangera
| Títol              | Títol original                        | Autor                                  | Editorial            | País         |
| Saga               | Saga                                  | Brian K. Vaughn Fiona Staples          | Planeta              | Estats Units |
| Aâma 4             | Aâma. Tu seras merveilleuse, ma fille | Frederik Peeters                       | Astiberri            | Suïssa       |
| Aquel verano       | This One Summer                       | Jillian Tamaki Mariko Tamaki           | La Cúpula            | Estats Units |
| Arsène Schrauwen   | Arsène Schrauwen                      | Olivier Schrauwen                      | Fulgencio Pimentel   | Bèlgica      |
| Cowboy Henk        | Cowboy Henk                           | Herr Seele Kamagurka                   | Autsaider Cómics     | Bèlgica      |
| Degenerado         | Mauvais Genre                         | Chloé Cruchaudet                       | Dibbuks              | França       |
| Fabricar Historias | Building Stories                      | Chris Ware                             | Penguin Random House | Estats Units |
| Hechizo Total      | Megahex                               | Simon Hanselmann                       | Fulgencio Pimentel   | Austràlia    |
| Lastman            | Lastman                               | Bastien Vivès Balak Michael Sanlaville | Diábolo Ediciones    | França       |
| Mi amigo Dahmer    | My Friend Dahmer                      | Derf Backderf                          | Astiberri Ediciones  | Estats Units |

### Autor revelació
| Autor         | Títol                                   | Editorial          |
| ------------- | --------------------------------------- | ------------------ |
| Miki Montlló  | Warship Jolly Roger 1. Sin vuelta atrás | Norma              |
| Ana Oncina    | Croqueta y Empanadilla                  | La Cúpula          |
| Ana Oncina    | Una Navidad con Croqueta y Empanadilla  | La Cúpula          |
| Antonio Hitos | Inercia                                 | Salamandra Graphic |
| José Ja Ja Ja | Culto Charles                           | Fulgencio Pimentel |
| Mamen Moreu   | Resaca                                  | Astiberri          |

### Millor fanzine
La llista de nominacions al millor fanzine va ascendir a 6 en comptes dels habituals 5 de les edicions anteriors. Aquest fet es deu al fet que 2 fanzines van coincidir en nombre de vots per part del jurat dels professionals de la historieta.
El premi va tenir una dotació econòmica de 1.500 euros.
| Títol              |
| ------------------ |
| Thermozero Cómics  |
| Andergraün         |
| Cuaderno del Yeti  |
| Migas              |
| Oiga, mire: mañana |
| Zócalo Fanzine     |

### Premi del Públic
- Croqueta y empanadilla d'Ana Oncina.

## Programa cultural

### Taules rodones i presentacions
| Data                 | Hora             | Acte |
| -------------------- | ---------------- | --- |
| Dijous 16 d'abril    | 12.15 - 13.15 h. | Taula rodona: Star Trek i la ciència Ponents: Joan Borràs i Sabrina Rodríguez Moderador: Julián Sánchez |
| Dijous 16 d'abril    | 13.30 - 14.00 h. | Acte inaugural del 33è Saló Internacional del Còmic de Barcelona |
| Dijous 16 d'abril    | 16:00 - 17:00 h. | Taula rodona: Cifré & Cifré Ponents: Juan Bufill, Guim Cifré, Marcel Cifré i JL Martín Moderador: Antoni Guiral |
| Dijous 16 d'abril    | 17.00 - 18.00    | Taula rodona: 75 anys del Capitán América Ponents: David Baldeón, Alejandro M. Viturtia i Jaume Vaquer Moderador: Antoni Guiral |
| Dijous 16 d'abril    | 17:00 - 18:15 h. | Conferència: L'art del còmic. Per què treballar el còmic a l'aula? Ponent: Antonio Altarriba |
| Dijous 16 d'abril    | 18.30 - 19.30    | Taula rodona The Spirit: L'heroi de Central City Ponents: Jordi Bernet, Rafael Martínez, Ignacio Sampere i Daniel Torres Moderador: Antoni Guiral |
| Divendres 17 d'abril | 11.00-12.00 h.   | Conferència: L'observació de la Terra des de l'espai Ponent: Joan Jorge (UPC) Presenta: Jordi Ojeda (UB) |
| Divendres 17 d'abril | 12.00-13.00 h.   | Taula rodona. Tecnologia espacial: dels drons als coets del futur Ponents: Antoni Mas (Hemav), Armengol Torres (Comunitat NewSpace) i Pere Castellsagués (GTD) Moderador: Jordi Ojeda (UB)                                                                        |
| Divendres 17 d'abril | 13.00-14.00 h.   | Conferència: Una breu història dels viatges a l'espai Ponent: José Mariano López-Urdiales (Zero2infinity) Presenta: Jordi Ojeda (UB). |
| Divendres 17 d'abril | 16.00-17.00 h.   | Taula rodona: Sheldon Cooper, el científic i amant dels còmics més famós de la TV Ponents: David Saltzberg (professor de la Universitat de Califòrnia i assessor de The Big Bang Theory) Toni de la Torre (escriptor i periodista de TV) Moderador: Oriol Estrada |
| Divendres 17 d'abril | 17.30-18.30 h.   | Lectura de fragments dels llibres Cançó de gel i de foc de George R. R. Martin Acompanyament musical en directe de trio de corda (violoncel, violí i viola) |
| Divendres 17 d'abril | 18.30-19.30 h.   | Conferència: La missió Rosetta: viatge a un cometa i als nostres orígens. Ponent: Michael Küppers (Agència Espacial Europea) Presenten: Jordi Berenguer (UPC) i Jordi Ojeda (UB)                                                                                  |
| Divendres 17 d'abril | 19.00 - 20.00 h. | Taula rodona El príncep del crim: El Joker Ponents: David Fernàndez, David Finch, Gustavo Martínez i Tim Sale Moderador: Antoni Guiral |
| Divendres 17 d'abril | 19.30-20.30 h.   | Conferència: La ciència de llegir un tebeo: percepció i vinyetes Ponent: Álvaro Pons (Universitat de València) Presenta: Jordi Ojeda (UB) |
| Divendres 17 d'abril | 20.30-21.00 h.   | Cerimònia d'entrega dels Premis del 33è Saló Internacional del Còmic de Barcelona |
| Dissabte 18 d'abril  | 10.45 - 11.30 h. | Conferència: Els còmics reinventen l'enginyeria del transport: el ferrocarril del futur Ponent: Yves Díaz de Villegas (Universidad de Cantabria) Presenta: Jordi Ojeda (UB)                                                                                       |
| Dissabte 18 d'abril  | 11.30 - 12.30 h. | Taula rodona: Els còmics de Ciència Ficció (Star Trek, Star Wars, Doctor Who) Ponents: Stefano Martino, Joseba Basalo, SW Catalunya, Club Star Trek i Ignasi Estapé (editor de Planeta Còmic) Moderador: Jordi Ojeda (UB)                                         |
| Dissabte 18 d'abril  | 12.30 - 14.00 h. | Conferència Lectures polítiques de Game of Thrones. Els 7 regnes de la política espanyola Ponent: Tania Sánchez (coautora del llibre Ganar o morir. Lecciones políticas de Juego de Tronos) Presenta: Alejo Cuervo (director de Gigamesh)                         |
| Dissabte 18 d'abril  | 14.00 - 15.00 h. | Taula rodona: Star Wars: Que les associacions t'acompanyin Ponents: José Antonio Carvallo (Star Props), SW Catalunya i Juan Xicoy Flores (Legión 501) Modera: Oriol Estrada                                                                                       |
| Dissabte 18 d'abril  | 17.30 – 18.30 h. | Lectura de fragments dels llibres Cançó de gel i de foc de George R. R. Martin Acompanyament musical en directe de trio de corda (violoncel, violí i viola) |
| Dissabte 18 d'abril  | 18.30 - 19.30 h. | Conferència: Missió Gaia: imatges per crear el mapa de la galàxia Ponents: Xavier Luri (UB) i Josep Manel Carrasco (UB) Presenta: Jordi Ojeda (UB) |
| Dissabte 18 d'abril  | 19.30 - 20.30 h. | Taula rodona: Des de l'UPC a La Lluna i… a Mart: minisatèl·lits i robots a l'espai Ponents: Jordi Berenguer (UPC), Joshua Tristancho (UPC) i Luis Castañer (UPC) Modera: Jordi Ojeda (UB)                                                                         |
| Dissabte 18 d'abril  | 19.30 - 20.30 h. | Taula rodona: 40 anys de l'humor polític i social de Butifarra! Ponents: Pepe Gálvez, L'Avi i Alfonso López Moderador: Antoni Guiral |
| Diumenge 19 d'abril  | 11.00 - 12.00 h. | Conferència: L'amenaça dels asteroides… i si cerquem una nova Terra? Ponents: Ignasi Ribas (IEEC-CSIC) i Josep Maria Trigo-Rodríguez (IEEC-CSIC) Presenta: Jordi Ojeda (UB)                                                                                       |
| Diumenge 19 d'abril  | 11.00 - 12.00 h. | Taula rodona: Els reptes del còmic europeu Ponents: Patrick Jusseaume, Jordi Lafebre i Jérémie Moreau Moderador: Antoni Guiral |
| Diumenge 19 d'abril  | 12.30 – 14.00 h. | Conferencia: Astroboy i la història d'amor dels japonesos amb els robots Ponent: Oriol Estrada Presenta: Jordi Ojeda (UB) |
| Diumenge 19 d'abril  | 14.00 - 15.00 h. | Conferència: L'Espai, molt més a prop del que pensem Ponent: Jorge Fuentes (Agència Espacial Europea - Barcelona Activa) Presenta: Jordi Ojeda (UB) |
| Diumenge 19 d'abril  | 17.00 – 18.00 h. | Lectura de fragments dels llibres Cançó de gel i de foc de George R. R. Martin Acompanyament musical en directe de trio de corda (violoncel, violí i viola) |
| Diumenge 19 d'abril  | 18.00 - 18:50 h. | Conversa sobre Game of Thrones Ponents: Alejo Cuervo (director de Gigamesh) i Enrique Jiménez Corominas (il·lustrador) Presenta: Jordi Ojeda (UB) |
| Diumenge 19 d'abril  | 18.00 - 19.00 h. | Taula rodona El Perich: humor sense concessions Ponents: Josep Maria Cadena, Kap i Raquel Perich Modera: Fer |
| Diumenge 19 d'abril  | 18.50 - 19.45 h. | Taula rodona: Cyrano de Bergerac, Superman i Flash Gordon: Ciència a la ciència-ficció (literatura, cine i còmic) Ponents: Miquel Barceló (UPC), Jordi José (UPC) i Manuel Moreno (UPC) Moderador: Jordi Ojeda (UB)                                               |

### Concursos de cosplay
| Data                | Hora             | Acte                                                    |
| ------------------- | ---------------- | ------------------------------------------------------- |
| Dissabte 18 d'abril | 16.00-17.30 h.   | Concurs de Cosplay de ciència-ficció i fantasia heroica |
| Diumenge 19 d'abril | 15.30 - 17.00 h. | Concurs de Cosplay de superherois.                      |

## Galeria d'imatges

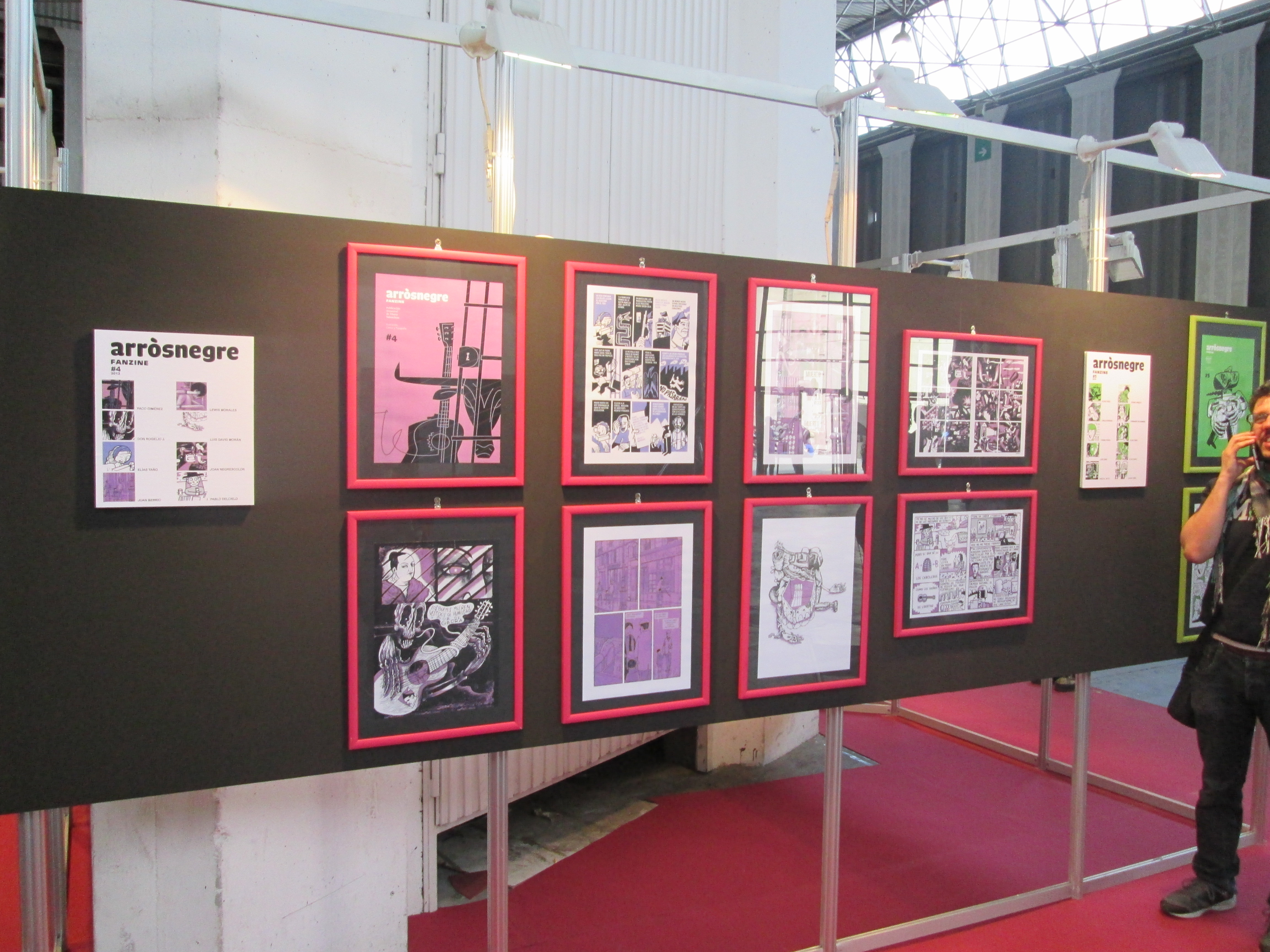
Exposició del fanzine Arròs Negre
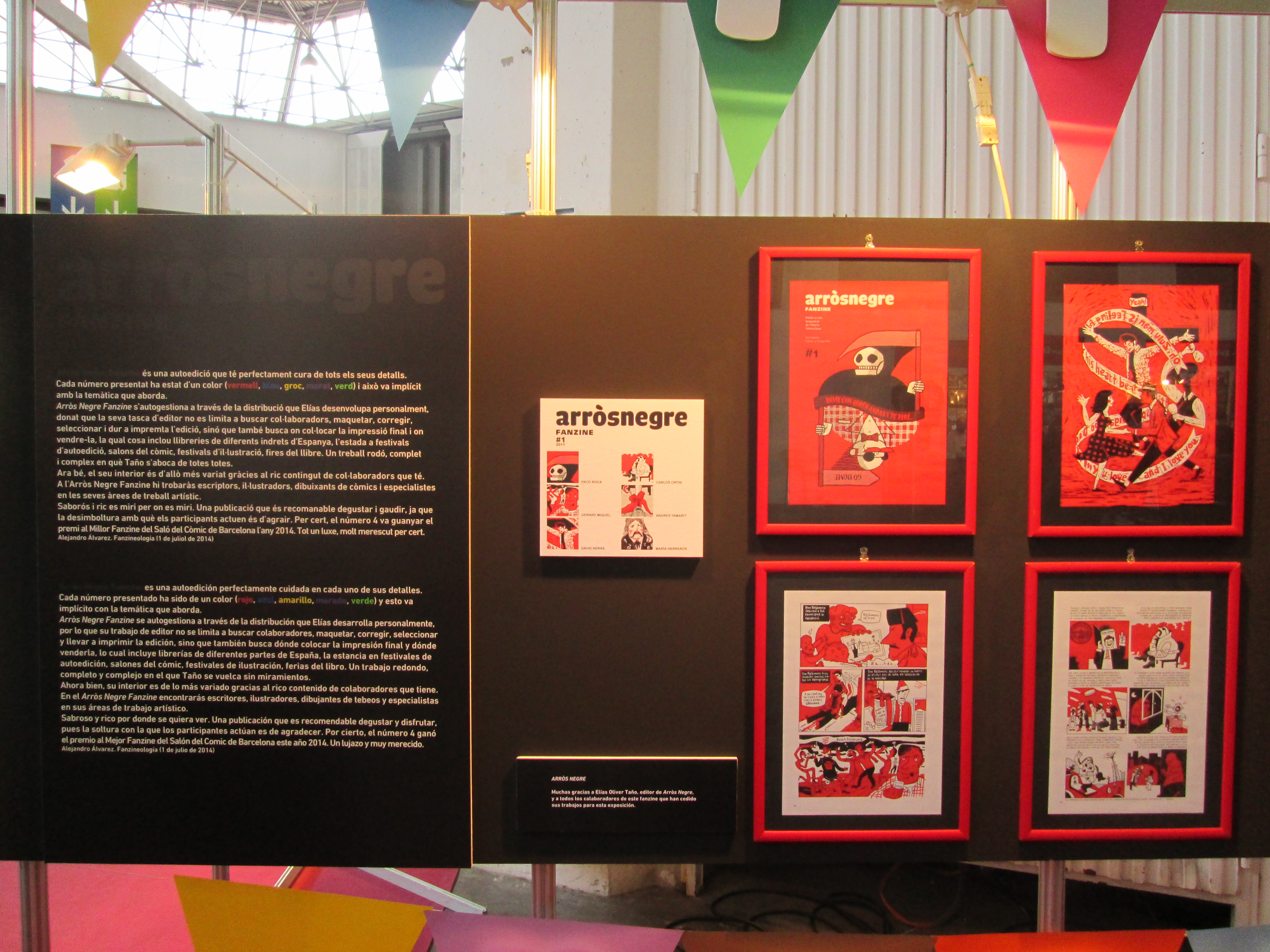
Exposició del fanzine Arròs Negre
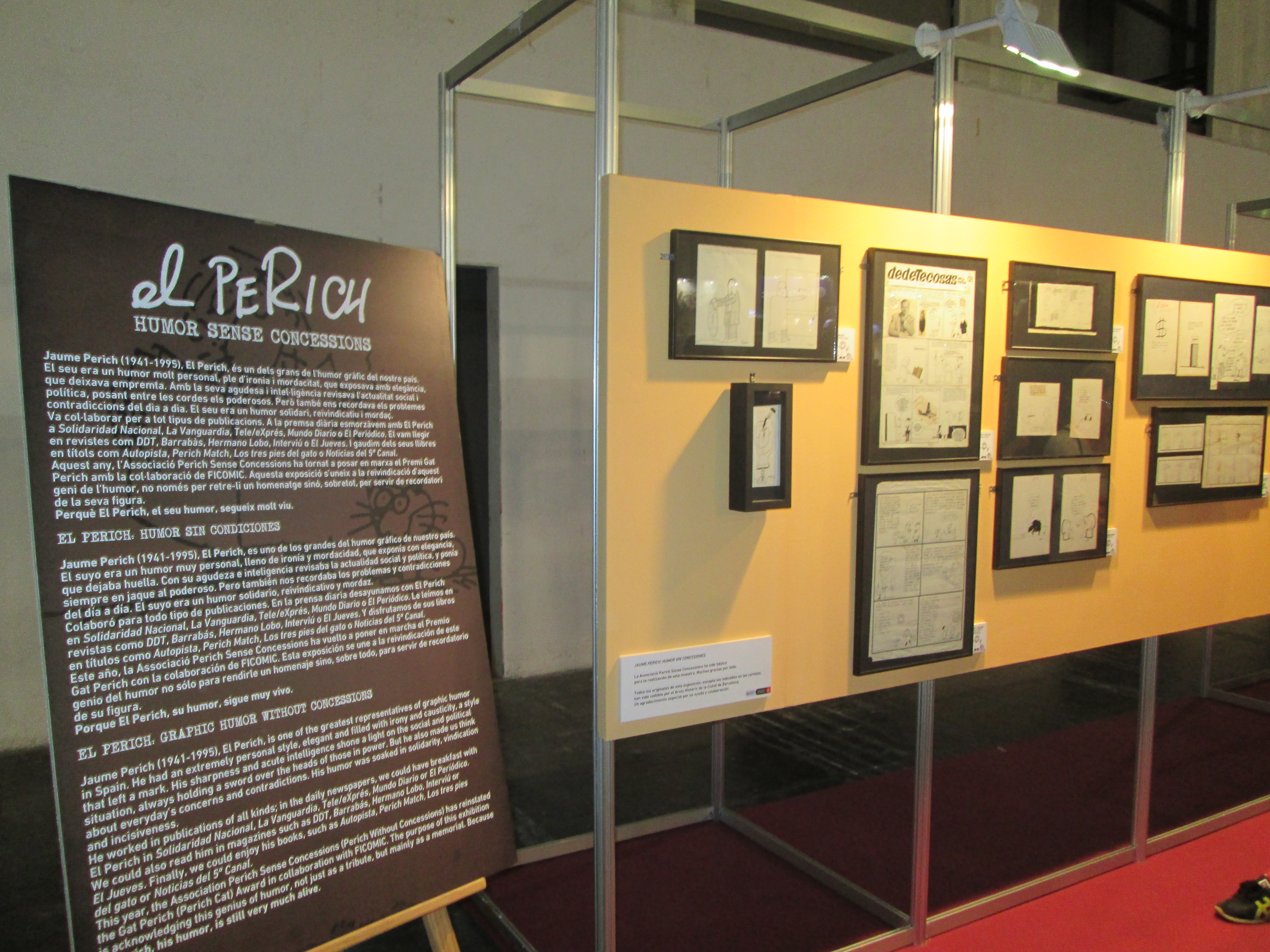
Exposició monogràfica dedicada a l'humorista català Jaume Perich
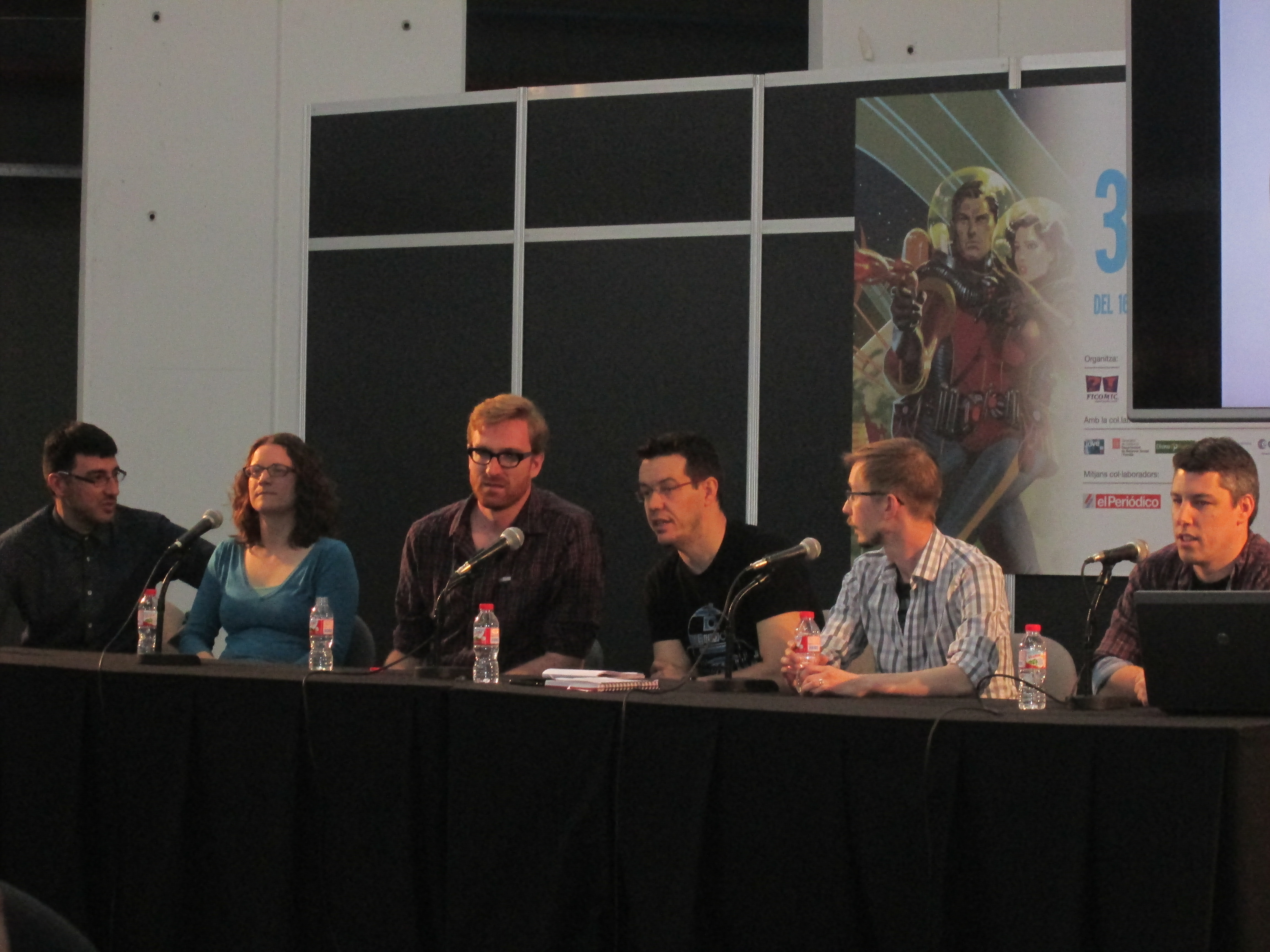
Ryan North, Shelli Paroline i Braden Lamb
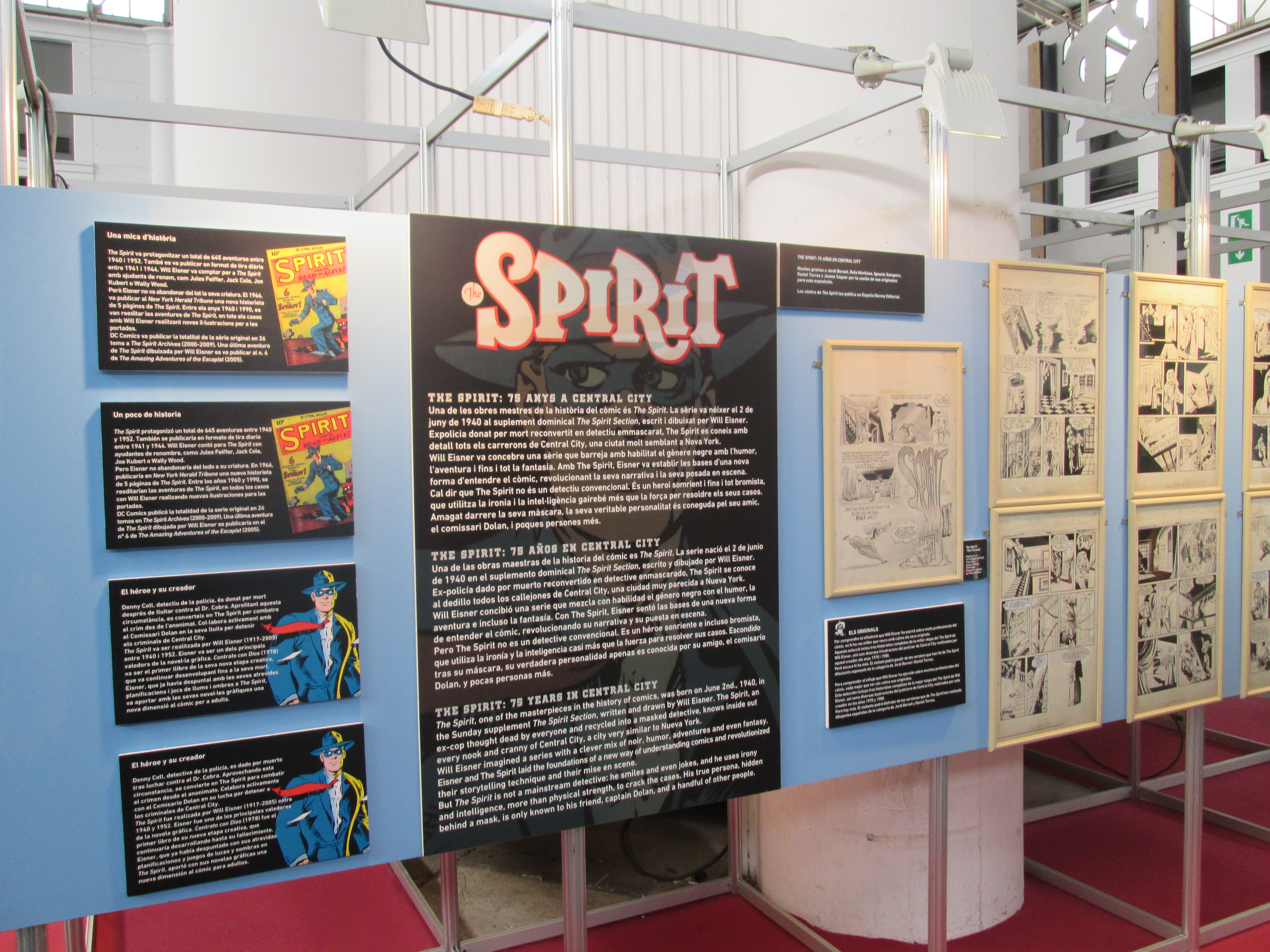
The Spirit: 75 anys a Central City
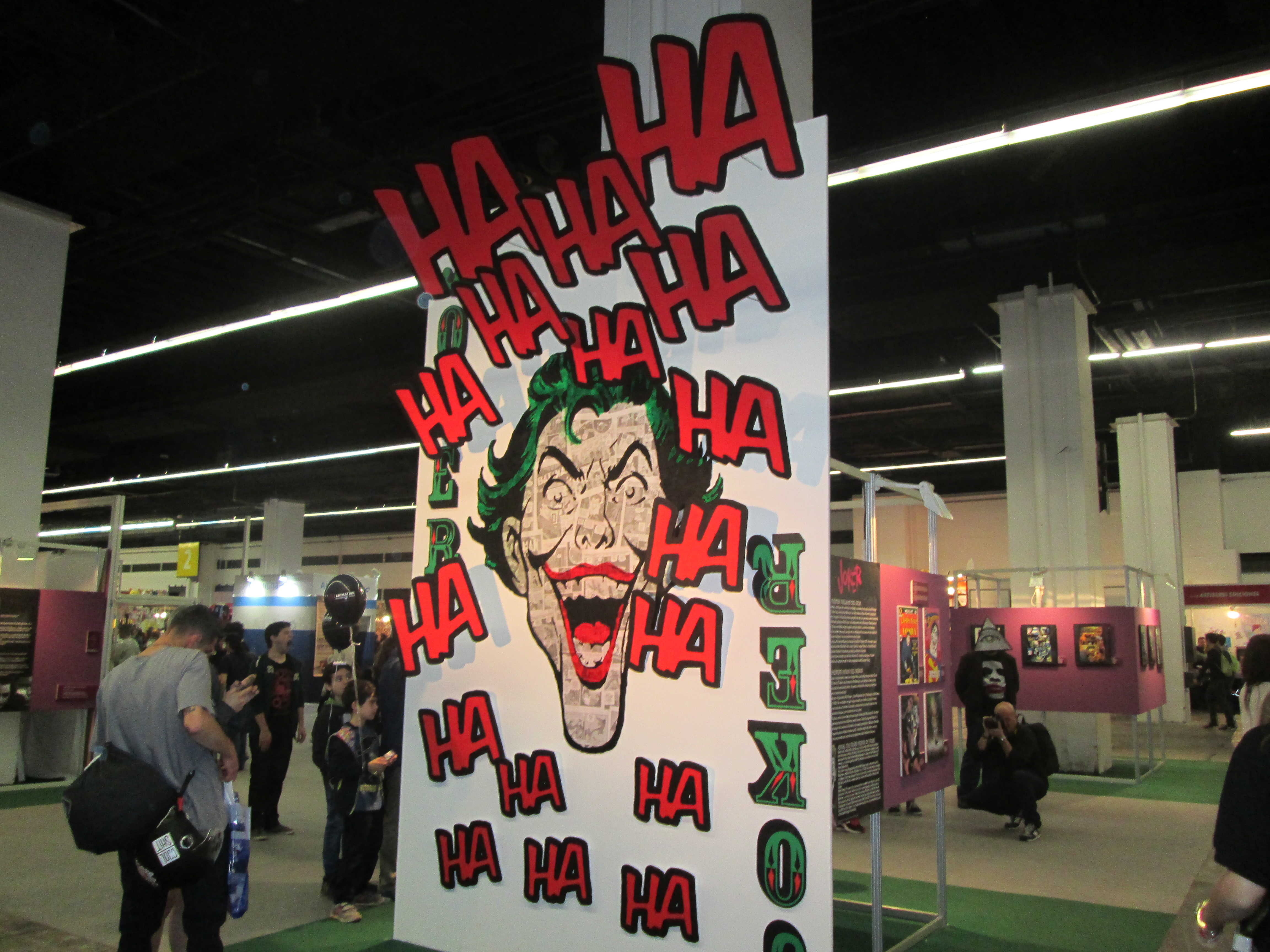
Joker: 75 anys del príncep pallasso del crim
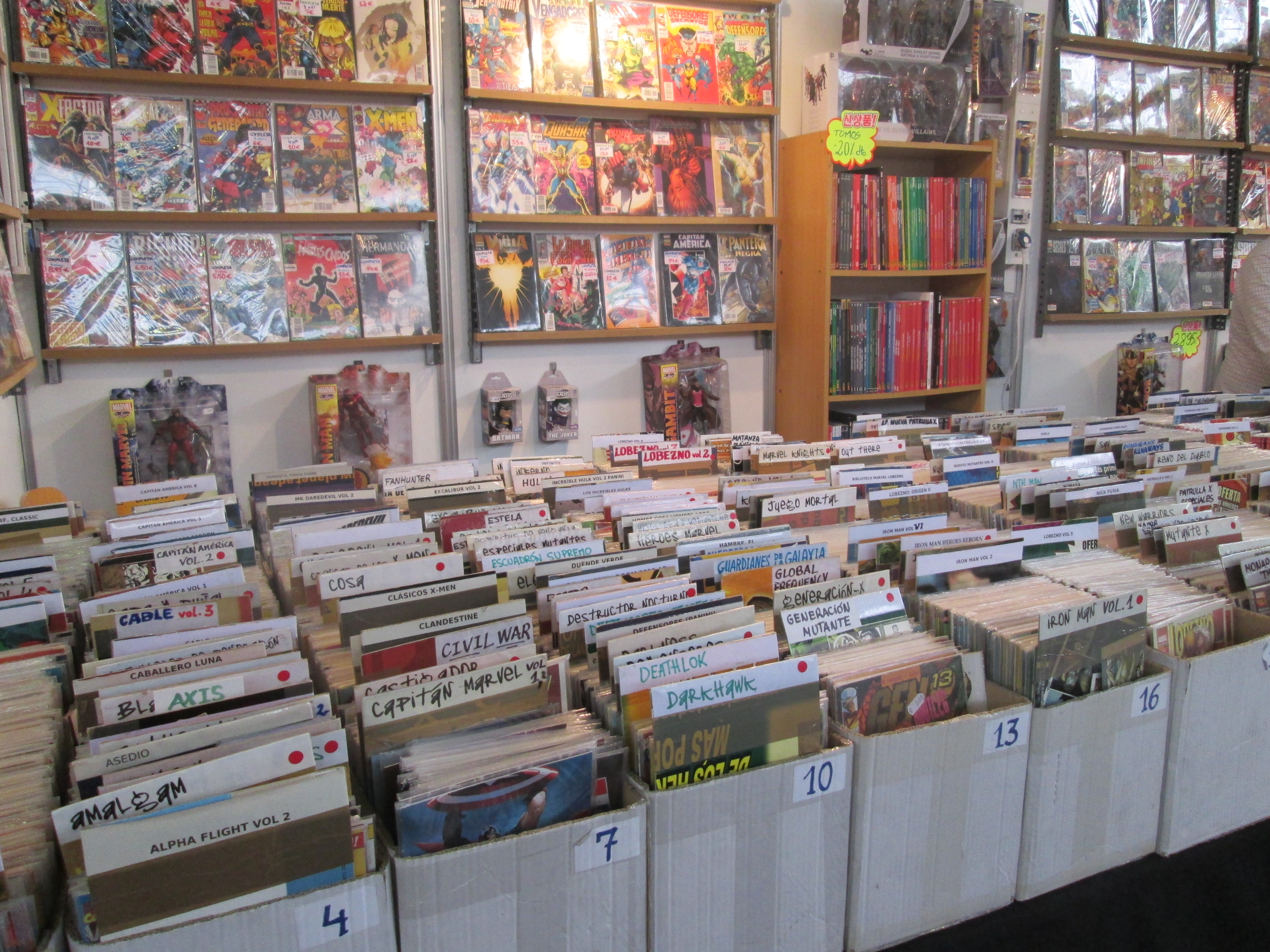
Parada de còmics